# Parco nazionale della foresta di Białowieża
Il parco nazionale della foresta di Białowieża (in bielorusso Natsyyanal'ny Park Belavežskaja Pušča) è uno dei quattro parchi nazionali della Bielorussia. Comprende parte della regione di Brėst (distretti di Kamenec e Pružany) e della regione di Hrodna (distretto di Svislač). Contiguo al confine polacco, fa parte dell'omonimo sito patrimonio dell'umanità UNESCO, l'ultimo resto della foresta primordiale che un tempo ricopriva le pianure d'Europa. Il parco nazionale polacco con la stessa denominazione estende verso ovest l'area protetta, e ai visitatori è consentito sconfinare liberamente.

## Geografia
Il parco si trova 340 km a sud-ovest di Minsk e 70 km a nord di Brėst: comprende il 2,7% del territorio della regione di Brėst e il 2,6% di quello della regione di Hrodna. È situato principalmente a bassa altezza sul livello del mare; si trova sullo spartiacque tra il mar Baltico e il mar Nero ed è limitato dai fiumi Narewka, a sud, e Hwozna, a nord. In esso si trovano molte zone umide situate in vallate fluviali e in depressioni.

### Flora
Questo parco contiene 1024 specie di piante, tra cui querce, frassini, pini silvestri, abeti rossi, carpini e ontani. Tra le specie rare si annoverano l'edera e la linnea (Linnaea borealis), sempreverde rampicante, che può crescere solo all'ombra.

### Fauna
Oltre ai celebri bisonti europei, la fauna annovera lupi, linci e lontre; ricchissima è anche l'avifauna: qui vivono 250 delle 310 specie di uccelli presenti in Bielorussia, tra i quali ricordiamo l'aquila anatraia maggiore, la gru, l'allocco di Lapponia e il gallo cedrone.

## Storia
La maggior parte della foresta di Białowieża venne dichiarata parco nazionale l'11 agosto 1932, ai tempi della Seconda Repubblica di Polonia. Dopo la seconda guerra mondiale la foresta venne suddivisa, sulla base dell'accordo polacco-sovietico dell'agosto 1945, tra la Repubblica Popolare di Polonia e la Repubblica Socialista Sovietica Bielorussa dell'Unione Sovietica. La Polonia riaprì il parco nazionale di Białowieża nel 1947. Nel 1957, il settore bielorusso del parco ricevette un nuovo status: «riserva di caccia statale» (in russo Государственное заповедно-охотничье хозяйство), inteso come area ricreativa per i leader dello stato sovietico e i loro ospiti provenienti dai paesi amici. Solo nel 1991 la foresta acquisì il suo status attuale di parco nazionale statale.
Il quartier generale del parco sorge nel villaggio di Kamieniuki. Nel 2009 il parco nazionale ha celebrato il 600º anniversario della riserva: tutti gli hotel e i caffè del parco sono stati ricostruiti e altri ne sono stati aggiunti. È stato costruito anche un centro di educazione ambientale, che ospita un museo di storia naturale. Ogni anno il parco è visitato da circa 300.000 turisti.